# Natação no Campeonato Europeu de Esportes Aquáticos de 2022 - 200 m peito masculino
A prova dos 200 metros nado peito masculino da natação no Campeonato Europeu de Esportes Aquáticos de 2022 ocorreu nos dias 13 e 14 de agosto no Foro Italico, em Roma na Itália. 

## Calendário
| Fase          | Data         | Hora  |
| ------------- | ------------ | ----- |
| Eliminatórias | 13 de agosto | 09:42 |
| Semifinal     | 13 de agosto | 19:04 |
| Final         | 14 de agosto | 19:01 |

Todos os horários estão no horário local (UTC+1)

## Recordes
Antes desta competição, os recordes eram os seguintes:
|                       | Nadador            | Tempo   | Local    | Data                |
| --------------------- | ------------------ | ------- | -------- | ------------------- |
| Recorde mundial       | Zac Stubblety-Cook | 2:05.95 | Adelaide | 19 de maio de 2022  |
| Recorde europeu       | Anton Chupkov      | 2:06.12 | Gwangju  | 26 de julho de 2019 |
| Recorde do campeonato | Anton Chupkov      | 2:06.80 | Glasgow  | 6 de agosto de 2018 |

## Medalhistas
| Ouro              | Prata                | Bronze             |
| James Wilby (GBR) | Matti Mattsson (FIN) | Luca Pizzini (ITA) |

## Resultados

### Eliminatórias
Esses foram os resultados das eliminatórias.
| Pos. | Bateria | Raia | Nadador               | Nacionalidade | Tempo   | Notas |
| ---- | ------- | ---- | --------------------- | ------------- | ------- | ----- |
| 1    | 4       | 6    | Matěj Zábojník        | Chéquia       | 2:11.16 | Q     |
| 2    | 3       | 4    | Matti Mattsson        | Finlândia     | 2:11.51 | Q     |
| 3    | 4       | 5    | Anton Sveinn McKee    | Islândia      | 2:11.82 | Q     |
| 4    | 3       | 8    | Gabriel Lopes         | Portugal      | 2:11.92 | Q,    |
| 5    | 3       | 5    | Andrius Šidlauskas    | Lituânia      | 2:12.47 | Q     |
| 6    | 3       | 3    | Dawid Wiekiera        | Polónia       | 2:12.50 | Q     |
| 7    | 4       | 2    | Darragh Greene        | Irlanda       | 2:12.53 | Q     |
| 8    | 4       | 3    | Lyubomir Epitropov    | Bulgária      | 2:12.56 | Q     |
| 9    | 3       | 1    | Maksym Ovchinnikov    | Ucrânia       | 2:12.69 | Q     |
| 10   | 2       | 3    | Luca Pizzini          | Itália        | 2:12.72 | Q     |
| 11   | 2       | 4    | James Wilby           | Reino Unido   | 2:12.87 | Q     |
| 12   | 2       | 2    | Greg Butler           | Reino Unido   | 2:13.08 | Q     |
| 13   | 2       | 5    | Antoine Viquerat      | França        | 2:13.35 | Q     |
| 14   | 4       | 9    | David Verrasztó       | Hungria       | 2:13.81 | Q     |
| 15   | 2       | 6    | Andrea Castello       | Itália        | 2:13.88 | Q     |
| 16   | 4       | 8    | Gábor Zombori         | Hungria       | 2:13.93 | Q     |
| 17   | 4       | 7    | Daniel Raisanen       | Suécia        | 2:14.48 |       |
| 18   | 3       | 2    | Eoin Corby            | Irlanda       | 2:14.75 |       |
| 19   | 2       | 8    | Christoffer Haarsaker | Noruega       | 2:14.95 |       |
| 20   | 3       | 0    | Daniils Bobrovs       | Letônia       | 2:14.96 |       |
| 21   | 2       | 0    | David Kyzymenko       | Ucrânia       | 2:15.40 |       |
| 22   | 2       | 1    | Aleksas Savickas      | Lituânia      | 2:15.63 |       |
| 23   | 4       | 1    | Luka Mladenovic       | Áustria       | 2:15.98 |       |
| 24   | 4       | 0    | Maksym Tkachuk        | Ucrânia       | 2:16.42 |       |
| 25   | 2       | 9    | William Lulek         | Suécia        | 2:17.89 |       |
| 26   | 1       | 4    | Denis Svet            | Moldávia      | 2:18.46 |       |
| 27   | 3       | 9    | Constantin Malachi    | Roménia       | 2:18.51 |       |
| 28   | 1       | 3    | Even Qarri            | Albânia       | 2:34.53 |       |
|      | 3       | 6    | Christopher Rothbauer | Áustria       | DSQ     | DSQ   |
|      | 3       | 7    | Savvas Thomoglou      | Grécia        | DSQ     | DSQ   |
|      | 1       | 5    | Giacomo Casadei       | San Marino    | DNS     | DNS   |
|      | 2       | 7    | Carles Coll           | Espanha       | DNS     | DNS   |
|      | 4       | 4    | Arno Kamminga         | Países Baixos | DNS     | DNS   |

### Semifinal
Esses foram os resultados das semifinais. 
| Pos. | Bateria | Raia | Nadador            | Nacionalidade | Tempo   | Notas |
| ---- | ------- | ---- | ------------------ | ------------- | ------- | ----- |
| 1    | 1       | 4    | Matti Mattsson     | Finlândia     | 2:09.88 | Q     |
| 2    | 1       | 2    | Luca Pizzini       | Itália        | 2:10.48 | Q     |
| 3    | 2       | 3    | Andrius Šidlauskas | Lituânia      | 2:10.59 | Q     |
| 4    | 1       | 3    | Dawid Wiekiera     | Polónia       | 2:10.60 | q     |
| 5    | 2       | 1    | Antoine Viquerat   | França        | 2:11.14 | Q     |
| 6    | 2       | 5    | Anton Sveinn McKee | Islândia      | 2:11.47 | q     |
| 7    | 2       | 4    | Matěj Zábojník     | Chéquia       | 2:11.48 | q     |
| 8    | 2       | 7    | James Wilby        | Reino Unido   | 2:11.73 | Q     |
| 9    | 1       | 6    | Lyubomir Epitropov | Bulgária      | 2:12.08 |       |
| 10   | 1       | 5    | Gabriel Lopes      | Portugal      | 2:12.37 |       |
| 11   | 2       | 2    | Maksym Ovchinnikov | Ucrânia       | 2:12.62 |       |
| 12   | 1       | 1    | David Verrasztó    | Hungria       | 2:12.64 |       |
| 13   | 2       | 6    | Darragh Greene     | Irlanda       | 2:12.73 |       |
| 14   | 1       | 7    | Greg Butler        | Reino Unido   | 2:13.21 |       |
| 15   | 1       | 8    | Gábor Zombori      | Hungria       | 2:13.47 |       |
| 16   | 2       | 8    | Andrea Castello    | Itália        | 2:13.57 |       |

### Final
Esse foi o resultado da final. 
| Pos.              | Raia | Nadador            | Nacionalidade | Tempo   | Notas |
| ----------------- | ---- | ------------------ | ------------- | ------- | ----- |
| Medalha de ouro   | 8    | James Wilby        | Reino Unido   | 2:08.96 |       |
| Medalha de prata  | 4    | Matti Mattsson     | Finlândia     | 2:09.40 |       |
| Medalha de bronze | 5    | Luca Pizzini       | Itália        | 2:09.97 |       |
| 4                 | 6    | Dawid Wiekiera     | Polónia       | 2:10.27 |       |
| 5                 | 3    | Andrius Šidlauskas | Lituânia      | 2:10.45 |       |
| 6                 | 7    | Anton Sveinn McKee | Islândia      | 2:10.96 |       |
| 7                 | 2    | Antoine Viquerat   | França        | 2:11.14 |       |
| 8                 | 1    | Matěj Zábojník     | Chéquia       | 2:12.27 |       |

Legenda
| Recorde mundial       | Recorde mundial (World record)               |                       | Recorde africano                      | Recorde africano (African) |                                           | Q | Classificado por posição (Qualified) |
| Recorde do campeonato | Recorde do campeonato (Championship record)  | Recorde da América    | Recorde da América (Americas)         | q                          | Classificado por melhor tempo (Qualified) |   |                                      |
| Melhor marca do ano   | Melhor marca do ano (World leading)          | Recorde asiático      | Recorde asiático (Asian)              | DNS                        | Não largou (Did not start)                |   |                                      |
| Recorde nacional      | Recorde nacional (National record)           | Recorde europeu       | Recorde europeu (European)            | DNF                        | Não terminou (Did not finish)             |   |                                      |
| Recorde pessoal       | Recorde pessoal do atleta (Personal best)    | Recorde da Oceania    | Recorde da Oceania (Oceania)          | DSQ / DQ                   | Desclassificado (Disqualified)            |   |                                      |
| Recorde da temporada  | Recorde da temporada do atleta (Season best) | Recorde sul-americano | Recorde sul-americano (South America) | NM                         | Sem marca (No mark)                       |   |                                      |